# أوسكار إسكاندون
أوسكار إسكاندون (بالإسبانية: Óscar Escandón)‏ (مواليد 10 يوليو 1984) هو ملاكم كولومبي، مثّل بلاده في الألعاب الأولمبية الصيفية 2004.

## روابط خارجية
أوسكار إسكاندون على موقع بوكس ريك (الإنجليزية) (registration required)
- أوسكار إسكاندون على موقع أوليمبيديا (الإنجليزية)